# NGC 5563
NGC 5563 é uma galáxia espiral (S) localizada na direcção da constelação de Virgo. Possui uma declinação de +07° 03' 20" e uma ascensão recta de 14 horas, 20 minutos e 13,2 segundos.
A galáxia NGC 5563 foi descoberta em 8 de Maio de 1864 por Albert Marth.